# TMPRSS11B
TMPRSS11B‏ (None) هوَ بروتين يُشَفر بواسطة جين TMPRSS11B في الإنسان.